# Ri Bunhi
Ri Bunhi (hangul: 리분희, handzsa: 李粉姬, RR: Ri Bun Hui; 1968. december 29. –) észak-koreai asztaliteniszező-nő. Férje a szintén asztaliteniszező Kim Szonghi (Kim Song Hui), egy közös fiúgyermekük van.

## Eredményei

### Észak-Koreaképviselőjeként
Olimpiai játékok
- 1992. Barcelona, Spanyolország  Bronz, egyesben
- 1992. Barcelona, Spanyolország  Bronz, párosban

Világbajnokság
- 1985. Göteborg, Svédország  Ezüst, csapatban
- 1989. Dortmund, NSZK  Ezüst, egyesben
- 1993. Göteborg, Svédország  Ezüst, csapatban
- 1983. Tokió, Japán  Bronz, csapatban
- 1987. Újdelhi, India  Bronz, párosban

Ázsiai játékok
- 1990. Peking, Kína  Bronz, párosban

### Koreaképviselőjeként
Világbajnokság
- 1991. Csiba, Japán  Arany, csapatban
- 1991. Csiba, Japán  Ezüst, egyesben
- 1991. Csiba, Japán  Bronz, vegyes párosban